# Aelbert Cuyp
Aelbert Cuyp of vaak ook Albert Cuyp (Dordrecht, 20 oktober 1620 – aldaar begraven op 15 november 1691) was een Hollands schilder, tekenaar en prentmaker uit een vermaard Dordts kunstenaarsgeslacht. Hij is vooral bekend om zijn landschappen.

## Levensloop
Hij was het enige kind van Jacob Cuyp, een in Dordrecht geboren landschapsschilder, en kreeg van hem uitgebreide schilderlessen. Hij woonde en werkte een groot gedeelte van zijn leven in het "Huis Samson" in de Wijnstraat te Dordrecht. In 1658 trouwde Cuyp met de voorname Cornelia Boschman, de weduwe van Johan van den Corput en achtergebleven met drie kinderen. Op dat moment had hij al een imposante carrière als schilder achter de rug. Het jaar daarop werd een dochter geboren. Na 1660 bekleedde hij allerlei functies in de hervormde kerk. Omdat zijn financiële positie nu zeker was schilderde hij aanmerkelijk minder. Cuyp stierf in 1691, vier jaar na zijn vrouw, en werd in de Augustijnenkerk begraven.

## Schilderstijl

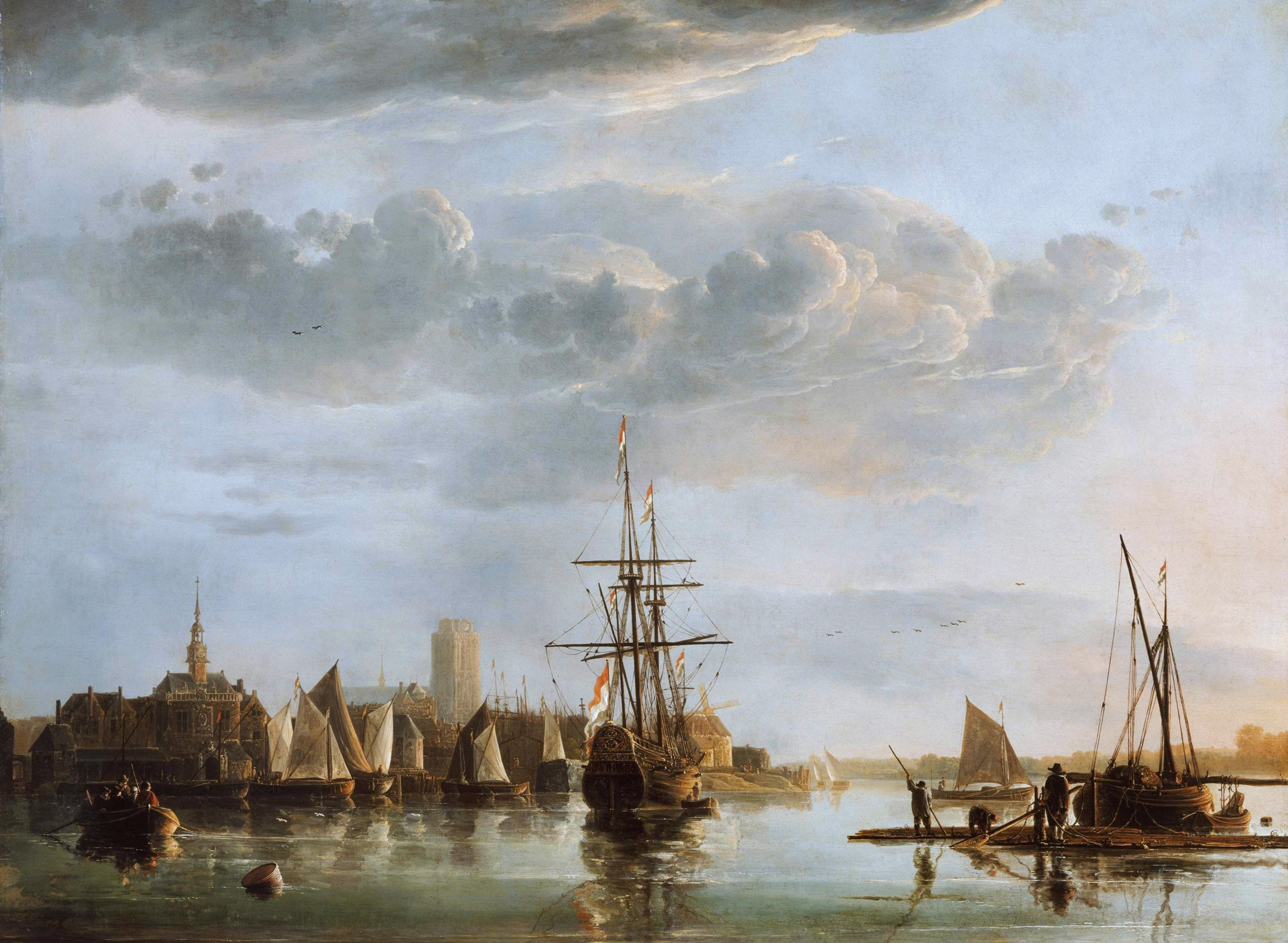
Gezicht op Dordrecht, ca. 1660, Kenwood House and Garden

Cuyp werd beïnvloed door Salomon van Ruysdael, Jan van Goyen, Jan Both en Claude Lorrain. Hij voelde zich aangetrokken tot de ridderlijke en dynastieke cultuur. De ruiterkunst is buitengewoon belangrijk: bereden figuren zijn bij Cuyp vaak gekleed in de quasi-oosterse of 'Poolse' stijl die favoriet was bij de bovenlaag van de bevolking, en nemen houdingen aan die onderwezen werden op paardrijacademies in Frankrijk. De meeste schilderijen zijn niet gedateerd.

Cuyp ontwikkelde na 1650 zijn eigen, rijke stijl. Hij staat bekend om de vele afgebeelde kleurrijke figuren en dieren en om zijn vaak volle kleurenpalet. Zijn marines baden in een zonnig, mediterraan licht, hoewel hij nooit in Italië is geweest. Wel reisde hij naar Arnhem, Rhenen en Kleef. Zijn stemmige riviergezichten echter, waaronder het vrij bekende Gezicht op Dordrecht, vertonen een virtuoos gebruik van matte kleuren, die met Hollandse landschappen geassocieerd worden. Zijn laatst bekende werken dateren van 1665. 

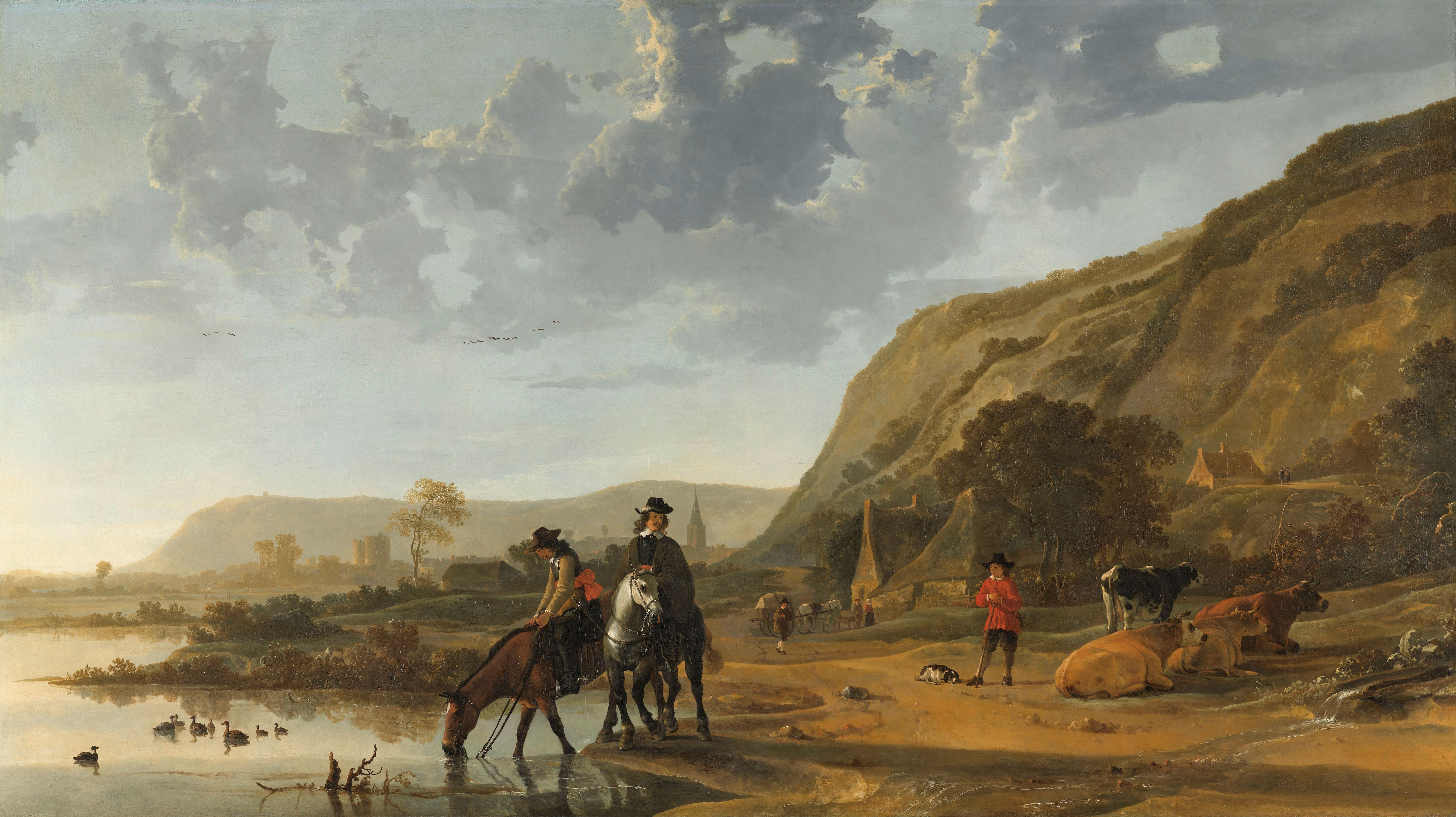
Rivierlandschap met ruiters, ca. 1655, Rijksmuseum, Amsterdam

## Bekendheid in Groot-Brittannië
Toen aan de Britse landschapsschilder Richard Wilson (1714-1782) gevraagd werd wie hij de beste landschapsschilder vond, antwoordde hij: "Claude for air and Gaspart for composition and sentiment.. But there are two painters whose merit the world does not yet know, who will not fail thereafter to be highly valued, Cuyp and Mompers." Het verzamelen van zijn werken zou in dat land uitgroeien tot een hype. In Art treasures in England van 1854 schrijft Waagen dat Cuyp een halve eeuw eerder nog weinig bekend was, maar inmiddels was uitgegroeid tot een van de meest geliefde schilders. Volgens de verzamelaar Noël Desenfans (1744–1807) bereikten de eerste schilderijen van Cuyp omstreeks 1740 Groot-Brittannië. De in Londen woonachtige Zwitserse horlogemaker Grand Jean zou in Engeland horloges en scharen ingeruild hebben voor tien tot twaalf schilderijen van Cuyp. Toen deze handel succesvol bleek, zou hij meerdere keren de oversteek naar de Republiek der Zeven Verenigde Nederlanden hebben gemaakt om horloges om te ruilen voor schilderijen.

## Musea
In de achttiende en negentiende eeuw werden de ruiterstukken razend populair bij de Engelse aristocratie. Naast de werken in Nederlandse musea, is zijn werk te vinden in musea over heel de wereld :
- Dordrechts Museum
- Rijksmuseum
- Detroit Institute of Arts in Michigan
- Fine Arts Museums of San Francisco in San Francisco
- Fitzwilliam Museum in Cambridge
- Hermitage in Sint-Petersburg
- J. Paul Getty Museum in Los Angeles
- Louvre in Parijs
- Metropolitan Museum of Art in New York
- National Gallery of Art in Washington[2]

## Schilderijen
- Zonsondergang na regen, 1648-1652
- Zee bij maanlicht, circa 1648
- Zonsondergang over de rivier, 1650
- Landschap met een weg aan de rand van een bos, 1642-1644
- Gezicht op Schraven-Deel, circa 1645
- Landschap bij Rhenen, circa 1650-1655
- Jonge herders met koeien, circa 1650
- Landschap met ruiter, herders en vee, circa 1655
- De Maas bij Dordrecht, circa 1650, olieverf op doek, 114,9 x 170,2 cm, Andrew W. Mellon Collectie (inv. 1940.2.1)[3]

## Eerbetoon

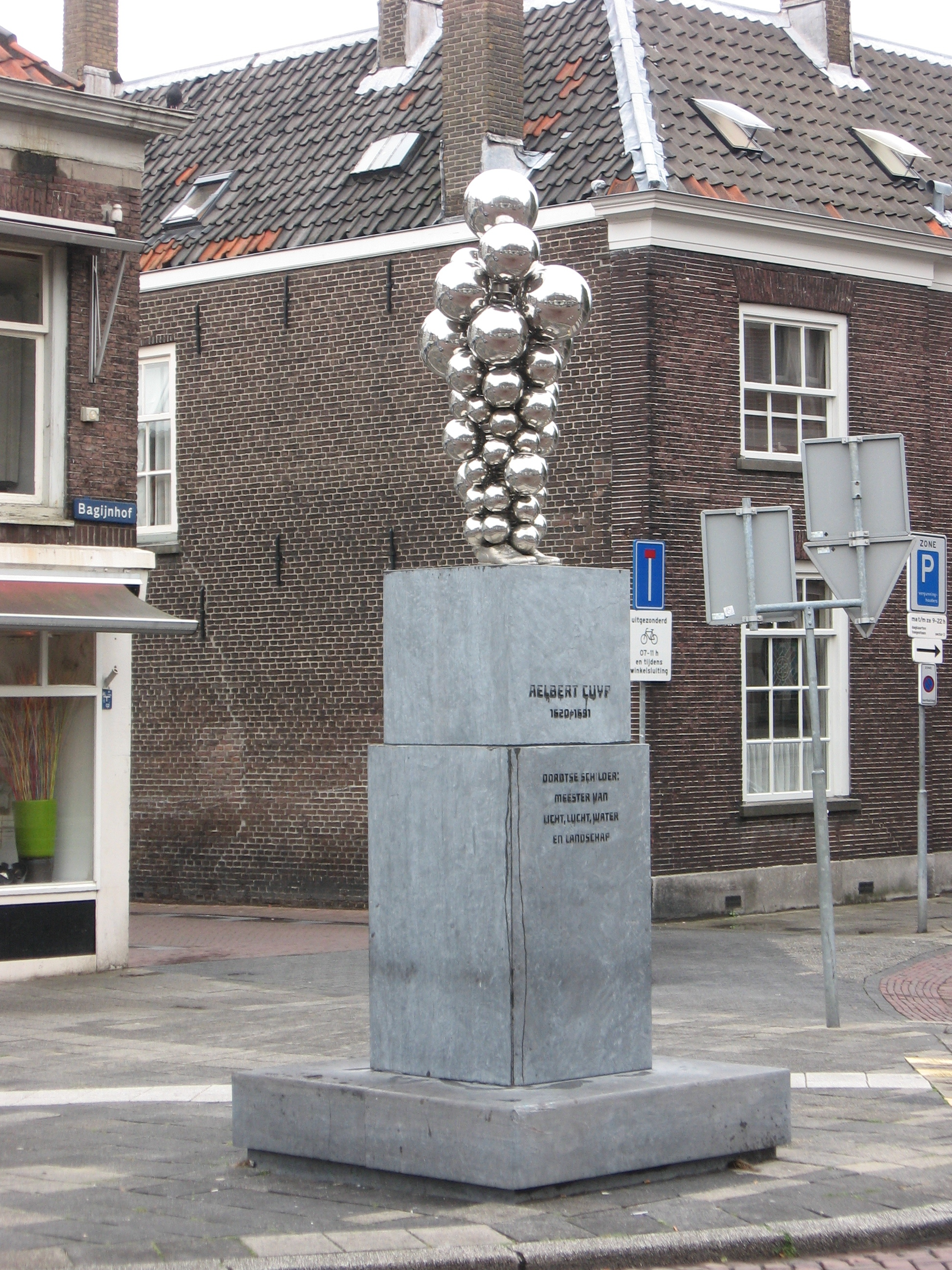
Maria Roosen, Spiegelbollen - Aelbert Cuyp, 2006, hoek Bagijnhof - Johan de Wittstraat, Dordrecht

De Albert Cuypmarkt is een dagmarkt op de Albert Cuypstraat in de Pijp, Amsterdam.
Op het Bagijnhof in Dordrecht is in 2006 een standbeeld van Aelbert Cuyp geplaatst, dat in 2013, bij de verbouwing van het Bagijnhof, is verhuisd naar de Vriesestraat. Omdat niet bekend is hoe hij eruitzag is voor een abstract kunstwerk gekozen.
De gravures die in oude kunstboeken staan afgebeeld, zijn deels fantasie en deels gebaseerd op het portret van een onbekende man door Johannes Verspronck, dat vroeger ten onrechte werd aangezien voor een portret van Cuyp door Frans Hals. In Museum Bredius bevindt zich een portret van een jonge schilder dat bekendstond als een "zelfportret van Aelbert Cuyp op jonge leeftijd", maar het kan geen zelfportret zijn, want de kleding wijst op een datering rond 1650-1660 toen Cuyp al 30-40 jaar was, en het is ook niet door Cuyp geschilderd. Verder bestaan (of bestonden) er twee miniatuurportretten die volgens een veilingcatalogus uit 1943 Aelbert Cuyp en zijn vrouw Cornelia Boschman voorstellen, maar de herkomst van deze toeschrijving is onbekend.

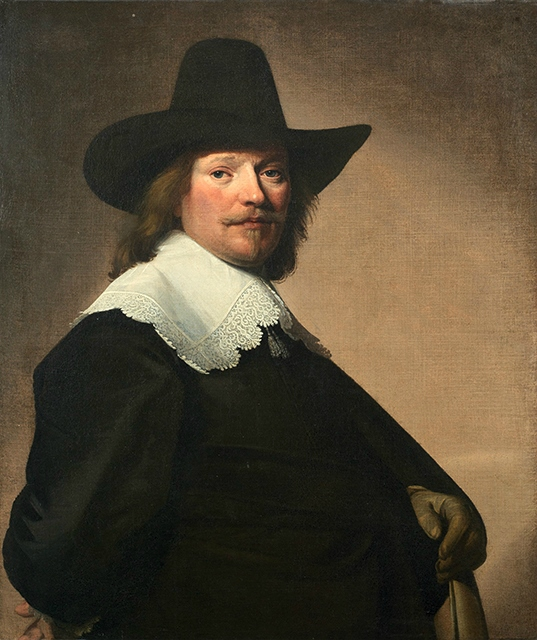
Johannes Verspronck, Portret van een man met een hoed, ca. 1645, privécollectie; voor 1907 ten onrechte beschouwd als een portret van Aelbert Cuyp door Frans Hals
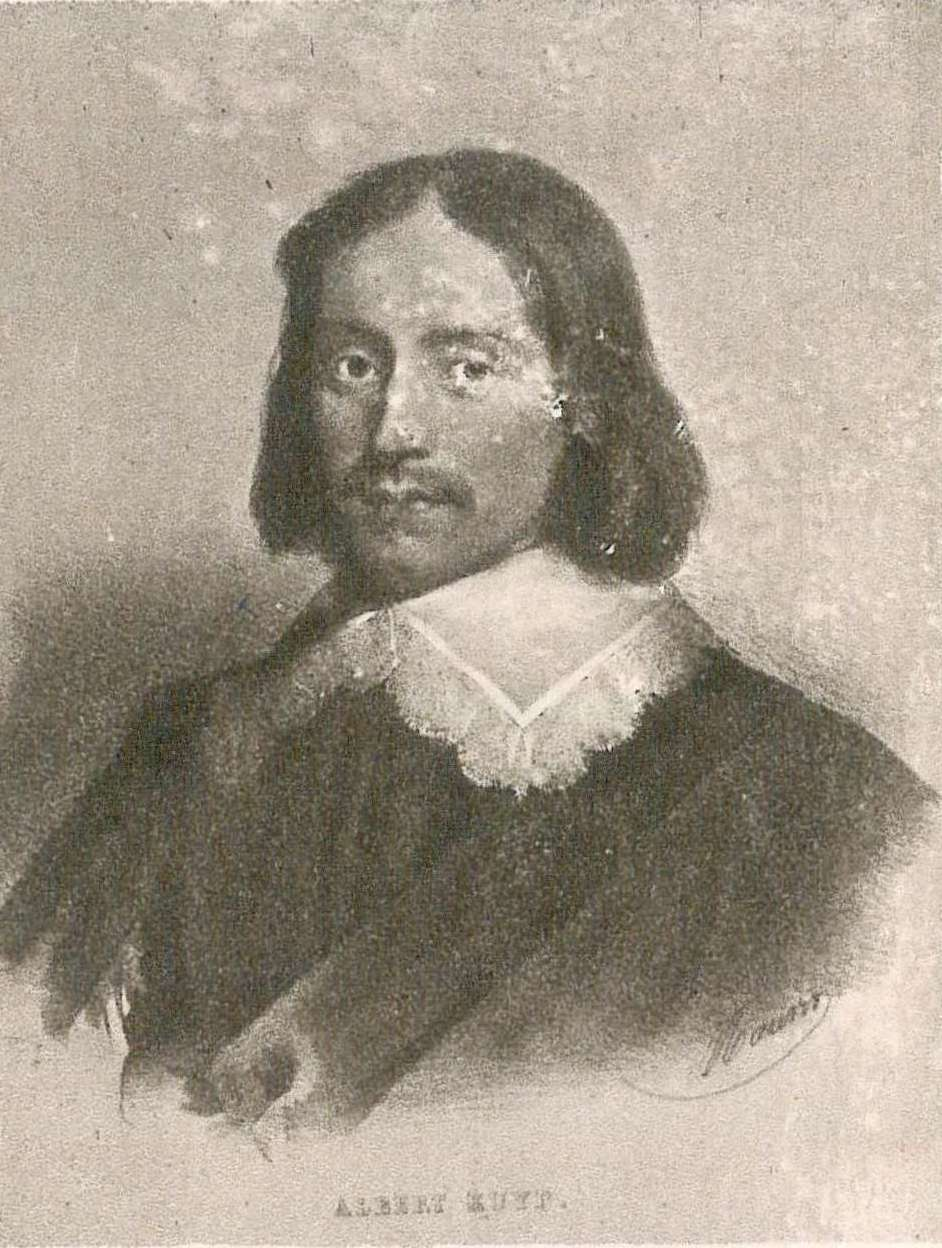
Fantasieportret van Aelbert Cuyp, uit: Vaderlandse Historie 2, 1926 (naar een 19e-eeuwse gravure[7])
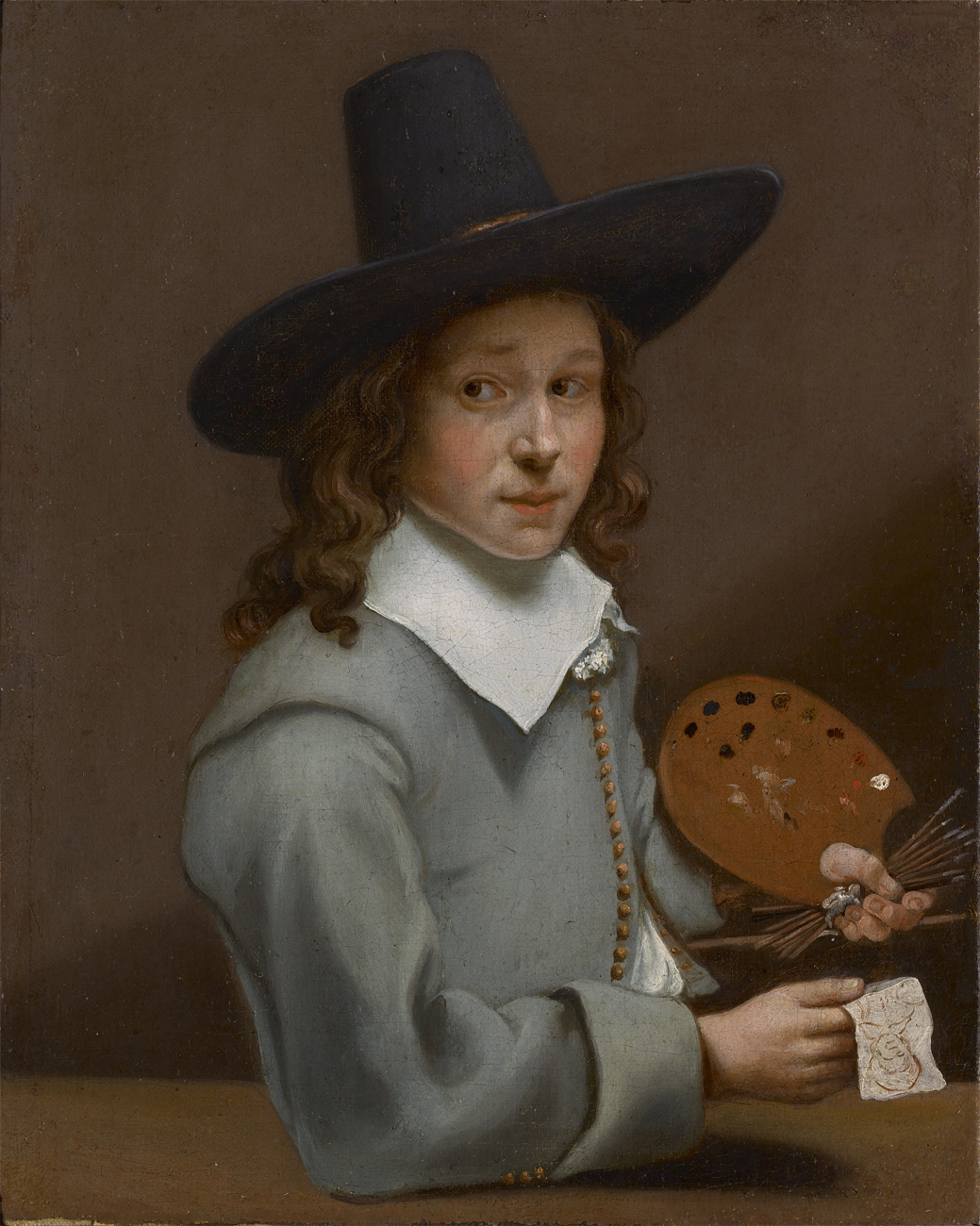
Anoniem, Portret van een schilder, ca. 1650-1660, Museum Bredius, Den Haag